# Раян Кент
Раян Кент (англ. Ryan Kent; нар. 11 листопада 1996, Олдем) — англійський футболіст, вінгер клубу «Фенербахче».

## Клубна кар'єра

### «Ліверпуль»

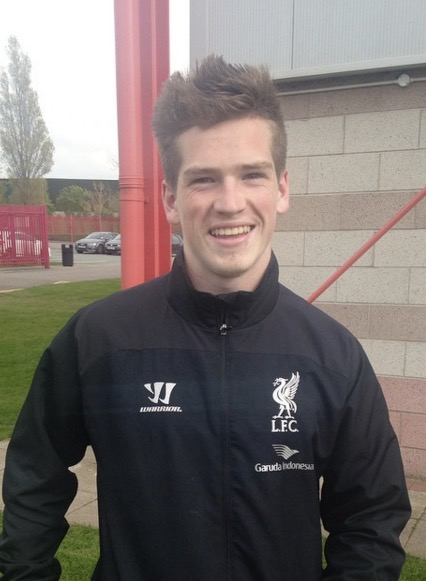
Раян Кент за часів виступів за «Ліверпуль U-18»

Народившись в Олдемі, Кент приєднався до академії «Ліверпуля» у віці 7 років і пройшов усі щаблі юнацьких команд до U-21 Після вражаючої кінцівки сезону 2014/15 за резервну команду, в березні 2015 року клуб підписав з ним новий контракт терміном на 4 з половиною роки Після цього гравець отримав виклик до складу першої команди на передсезонний тур у 2015 році, потрапивши до списку з 30 імен, які вирушили у турне по Таїландом, Малайзією та Австралією. 17 липня 2015 року Кент дебютував у першій команді, потрапивши в заявку «червоних» на товариську гру проти команди австралійської А-Ліги «Брисбен Роар», Райан вийшов на заміну на 62-й хвилині матчу.
«Ліверпуль» отримав низку пропозицій про взяття Кента в оренду після його вражаючої гри в передсезонні. Зрештою Кент приєднався до «Ковентрі Сіті» у вересні 2015 року на правах чотиримісячної оренди до 16 січня 2016 року. Раян дебютував у професійному футболі 12 вересня 2015 року за Ковентрі Сіті в матчі Першої англійської ліги проти «Сканторп Юнайтед» (0:1), вийшовши на заміну по ходу гри. 3 листопада Кент відзначився дебютним голом у матчі проти «Барнслі» (4:3). Наступного дня було оголошено, що Раян може бути відкликаний з оренди «Ліверпулем» під час перерви на міжнародні ігри для оцінки його гри новим головним тренером «Ліверпуля» Юргеном Клоппом.
5 січня 2016 року Кент був відкликаний «Ліверпулем» і включений до стартового складу першої команди на виїзну гру Кубка Англії проти «Ексетер Сіті» (2:2), в якому відіграв 57 хвилин і був замінений на Педро Чірівелью. Цей матч так і залишився єдиною офіційною грою Кента за першу команду «Ліверпуля».

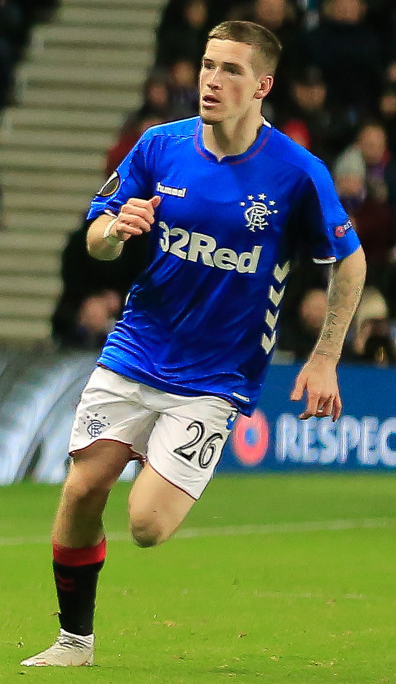
Раян Кент під час матчу за «Рейнджерс» у 2018 році

26 липня 2016 року Кент вирушив у сезонну оренду в «Барнслі». Свій перший гол за нову команду забив у матчі проти «Ротерем Юнайтед», який завершився розгромним рахунком 4:0. За підсумками сезону 2016/17 Кент був названий найкращим молодим гравцем команди.
10 серпня 2017 року, після хорошої передсезонки, Кент підписав новий довгостроковий контракт з «Ліверпулем», і в останній день трансферного вікна був відданий в оренду німецькому «Фрайбургу» до кінця сезону. Втім у новій команді Раян закріпитись не зумів, і зігравши всього шість матчів у Бундеслізі до кінця року, англійський клуб достроково припинив оренду гравця і 12 січня 2018 року був відданий в оренду до «Бристоль Сіті», де і грав до кінця сезону.

### «Рейнджерс»
22 липня 2018 року Кент перейшов на правах річної оренди в шотландський «Рейнджерс», і провів за цей час 43 матчі у всіх турнірах, забив шість голів і зробив дев'ять результативних передач. За підсумками сезону Кент отримав нагороду найкращому молодому гравцю «Рейнджерс», виграв титул найкращого молодого гравця року у Шотландії за версією ПФА та був обраний у символічну збірну чемпіонату.
Кент повернувся до «Ліверпуля» перед сезоном 2019/20 років і брав участь у передсезонних товариських матчах, втім 3 вересня 2019 року Кент підписав чотирирічний контракт з «Рейнджерс», який заплатив за гравця 6,5 мільйона фунтів стерлінгів плюс бонуси.
2021 року Кент допоміг «Рейнджерсу» вперше за 10 років виграти чемпіонський титул, завершивши сезон без поразок і набравши рекордні 102 очки. Наступного року він став з командою володарем Кубка Шотландії, зігравши в тому числі у фіналі проти «Гарт оф Мідлотіана» (2:0), а також допоміг команді стати фіналістом Ліги Європи. Станом на 24 травня 2022 року відіграв за команду з Глазго 111 матчів у національному чемпіонаті.

## Кар'єра у збірній
Виступав за юнацьку збірну Англії до 18 років, у складі якої провів два товариські матчі і у грі проти однолітків з Угорщини (4:0) відзначився дублем.
У травні 2015 року Кент дебютував у складі збірної Англії до 20 років в товариському матч проти однолітків з Чехії (5:0). Загалом за цю збірну зіграв 6 матчів і у виїзній грі з турками (2:1) забив свій єдиний гол.

## Стиль гри
Кент грає на позиції вінгера, на обох флангах, але в основному на позиції лівого вінгера, також може грати як другий нападник або атакуючий півзахисник. Відомий своєю здатністю ведення м'ячем, особливо в «ситуаціях один на один», а також своєю швидкістю роботи та здібністю до пасу.

## Досягнення
- Чемпіон Шотландії: 2020/21
- Володар Кубка Шотландії: 2021/22
- Друге місце в Кубку Шотландської ліги: 2019–20 [35]
- Друге місце Ліги Європи УЄФА: 2021–2022 [36]

### Індивідуальні
- Найкращий молодий гравець року у «Барнслі»: 2016/17[15]
- Найкращий молодий гравець року у «Рейнджерс»: 2018/19[22]
- Найкращий молодий гравець року Шотландії за версією ПФА: 2018/19[23]
- У символічній збірній чемпіонату Шотландії за версією ПФА: 2018/19[37], 2020/21[38]
- У символічній збірній Ліги Європи УЄФА: 2021/22[39]